# Sosnovoborskij rajon
Il Sosnovoborskij rajon (in russo Сосновоборский район?) è un rajon dell'Oblast' di Penza, nella Russia europea. Istituito nel 1928, il suo capoluogo è Sosnovoborsk.